# Awa, Tokushima
Awa (japanska: 阿波市?, Awa-shi) är en stad i Tokushima prefektur i Japan. Staden bildades 2005 genom en sammanslagning av kommunerna Awa, Ichiba, Donari och Yoshino.